# 松尾寅三

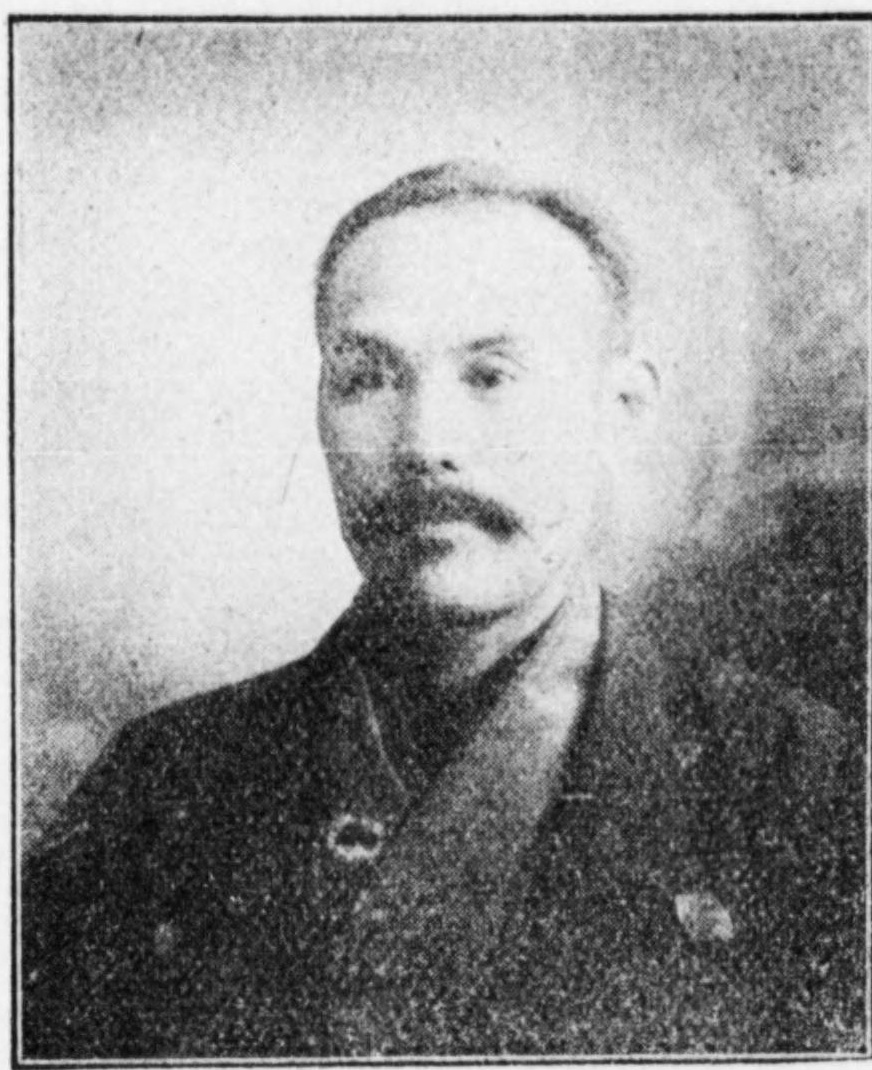
松尾寅三

松尾 寅三（まつお とらぞう、旧姓・山尾、1850年8月14日（嘉永3年7月14日） - 1914年（大正3年）3月3日）は、日本の政治家。衆議院議員（山口県下関市選出、当選2回）。族籍は山口県平民。

## 経歴
山口県出身。山尾忠治郎の五男。慶応3年、松尾家の養子となり、家督を相続する。普通学を修める。戸長、山口県会議員、赤間関区会議員、同議長、赤間関市（現・下関市）会議員、同参事会員、同議長、市徴兵参事員、所得税調査委員、破産管財人、山口県勧業諮問会員を務める。
また、紙屋を営み、赤間関商業会議所副会頭、同会頭、下関開港期成同盟会幹事長、馬関商業銀行頭取、馬関電灯社長、馬関烟草取締役、下関米穀取引所監査役となる。
1902年の第7回衆議院議員総選挙において下関市選挙区から立憲政友会公認で立候補して当選した。1903年の第8回衆議院議員総選挙において無所属で立候補するが落選した。
1904年の第9回衆議院議員総選挙において無所属で立候補するが1票差で落選した。1908年の第10回衆議院議員総選挙において立憲政友会から立候補して当選した。衆議院議員を2期務め、1912年の第11回衆議院議員総選挙には出馬しなかった。1914年に死去した。

## 人物
住所は下関岬之町。

## 家族
松尾家
- 養父・久七郎[2]
- 妻・ヒサ（1851年 - ?、養父・久七郎の長女）[2]
- 長男・琢三（1871年 - ?）[2]
  - 同妻・テル（1877年 - ?、山口、河崎謙助六女）[2]
- 孫[2]